# 東経140度線
東経140度線（とうけい140どせん）は、本初子午線面から東へ140度の角度を成す経線である。北極点から北極海、アジア、太平洋、オーストラレーシア、インド洋、南極海、南極大陸を通過して南極点までを結ぶ。東経140度線は西経40度線と共に大円を形成する。

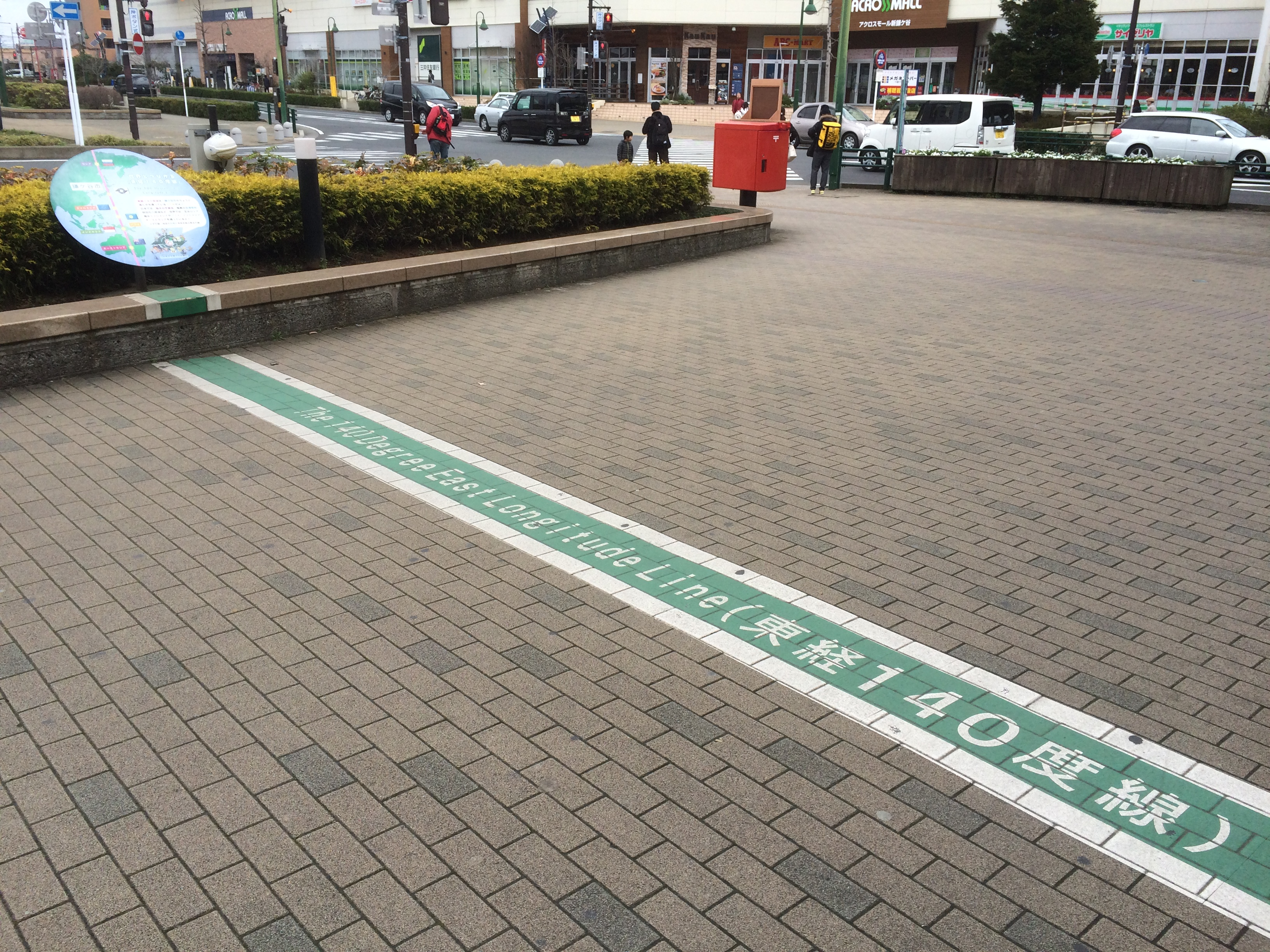
千葉県鎌ケ谷市の新鎌ヶ谷駅前にある東経140度線標識

## 通過する地域一覧
東経140度線は、北極点から南極点まで南に向かって以下の場所を通っている。
| 地理座標                                               | 国土・領土・領海 | 備考 |
| ------------------------------------------------------ | ---------------- | --- |
| 北緯90度0分 東経140度0分 / 北緯90.000度 東経140.000度  | 北極海           | |
| 北緯75度57分 東経140度0分 / 北緯75.950度 東経140.000度 | ロシア           | ノヴォシビルスク諸島コテリヌイ島 |
| 北緯74度54分 東経140度0分 / 北緯74.900度 東経140.000度 | ラプテフ海       | |
| 北緯73度26分 東経140度0分 / 北緯73.433度 東経140.000度 | ロシア           | ノヴォシビルスク諸島ボリショイ・リャコフスキー島 |
| 北緯73度20分 東経140度0分 / 北緯73.333度 東経140.000度 | ラプテフ海       | |
| 北緯72度29分 東経140度0分 / 北緯72.483度 東経140.000度 | ロシア           | |
| 北緯57度42分 東経140度0分 / 北緯57.700度 東経140.000度 | オホーツク海     | |
| 北緯54度6分 東経140度0分 / 北緯54.100度 東経140.000度  | ロシア           | |
| 北緯48度20分 東経140度0分 / 北緯48.333度 東経140.000度 | 日本海           | |
| 北緯42度41分 東経140度0分 / 北緯42.683度 東経140.000度 | 日本             | 北海道 — 後志総合振興局島牧村 — 檜山振興局（北緯42度35分 東経140度0分 / 北緯42.583度 東経140.000度から） — 渡島総合振興局八雲町（北緯42度12分 東経140度0分 / 北緯42.200度 東経140.000度から） |
| 北緯42度7分 東経140度0分 / 北緯42.117度 東経140.000度  | 日本海           | |
| 北緯41度39分 東経140度0分 / 北緯41.650度 東経140.000度 | 日本             | 北海道 — 檜山振興局上ノ国町 — 渡島総合振興局松前町（北緯41度38分 東経140度0分 / 北緯41.633度 東経140.000度から） |
| 北緯41度32分 東経140度0分 / 北緯41.533度 東経140.000度 | 日本海           | |
| 北緯40度45分 東経140度0分 / 北緯40.750度 東経140.000度 | 日本             | 本州 — 青森県 — 秋田県（北緯40度26分 東経140度0分 / 北緯40.433度 東経140.000度から） |
| 北緯40度23分 東経140度0分 / 北緯40.383度 東経140.000度 | 日本海           | |
| 北緯40度13分 東経140度0分 / 北緯40.217度 東経140.000度 | 日本             | 本州 — 秋田県（男鹿半島） |
| 北緯39度51分 東経140度0分 / 北緯39.850度 東経140.000度 | 日本海           | |
| 北緯39度21分 東経140度0分 / 北緯39.350度 東経140.000度 | 日本             | 本州 — 秋田県 — 山形県（北緯39度7分 東経140度0分 / 北緯39.117度 東経140.000度から） — 福島県（北緯37度46分 東経140度0分 / 北緯37.767度 東経140.000度から） — 栃木県（北緯37度8分 東経140度0分 / 北緯37.133度 東経140.000度から） — 茨城県（北緯36度22分 東経140度0分 / 北緯36.367度 東経140.000度から） — 千葉県（北緯35度54分 東経140度0分 / 北緯35.900度 東経140.000度から） |
| 北緯35度39分 東経140度0分 / 北緯35.650度 東経140.000度 | 東京湾           | |
| 北緯35度28分 東経140度0分 / 北緯35.467度 東経140.000度 | 日本             | 本州 — 千葉県（房総半島） |
| 北緯35度2分 東経140度0分 / 北緯35.033度 東経140.000度  | 太平洋           | 八丈島のすぐ東を通過する 青ヶ島のすぐ東を通過する ベヨネース列岩を通過する 須美寿島のすぐ西を通過する 鳥島のすぐ西を通過する ウルシー環礁のすぐ東を通過する |
| 南緯2度21分 東経140度0分 / 南緯2.350度 東経140.000度   | インドネシア     | ニューギニア島 |
| 南緯8度14分 東経140度0分 / 南緯8.233度 東経140.000度   | アラフラ海       | |
| 南緯11度22分 東経140度0分 / 南緯11.367度 東経140.000度 | カーペンタリア湾 | |
| 南緯17度43分 東経140度0分 / 南緯17.717度 東経140.000度 | オーストラリア   | クイーンズランド州 南オーストラリア州 |
| 南緯37度29分 東経140度0分 / 南緯37.483度 東経140.000度 | インド洋         | オーストラリア当局は当該海域は南極海の一部である旨を主張している。 |
| 南緯60度0分 東経140度0分 / 南緯60.000度 東経140.000度  | 南極海           | |
| 南緯66度42分 東経140度0分 / 南緯66.700度 東経140.000度 | 南極大陸         | アデリーランド、領有権が主張されている |